# 蜜蜂 (コブクロの曲)
「蜜蜂」（みつばち）は、コブクロの1作目の配信限定シングル。2012年1月27日にワーナーミュージック・ジャパンから発売された。

## 解説
活動休止中であったが、休止前にレコーディングされていたものを配信限定としてリリースした。リリース前からNTT西日本のCMソングとして流れており、注目されていた。

## 収録曲
作詞・作曲：小渕健太郎　編曲：コブクロ
1. 蜜蜂
NTT西日本 CMソング

## 収録アルバム
- ALL SINGLES BEST 2
- One Song From Two Hearts
- ALL TIME BEST 1998-2018